# Sowieso overhoop
Sowieso overhoop is een lied van de Nederlandse zangeres Maan. Het werd in 2022 als single uitgebracht en stond in hetzelfde jaar als eerste track op het album Leven.

## Achtergrond
Sowieso overhoop is geschreven door Maan de Steenwinkel, Léon Paul Palmen en Arno Krabman en geproduceerd door Krabman. Het is een nummer uit het genre nederpop met invloeden uit de dance. Het lied gaat over dansen en genieten van het leven, en daarbij leren van de ervaringen die je opdoet. Met het lied wilde de zangeres het gevoel dat zij als jonge vrouw heeft beschrijven; het gevoel dat zij jong is en leuke dingen doet zonder een groot verantwoordelijkheidsgevoel te hebben. Het kan dus ook worden gezien als een ode aan jong zijn.
Nadat de single was uitgebracht, volgde het album een week later. Net zoals de single, gaat het album ook over haar leven als jonge vrouw. Het nummer werd bij radiozender 100% NL uitgeroepen tot de Hit van 100.

## Hitnoteringen
De zangeres had bescheiden succes met het lied in de hitlijsten van Nederland. Het piekte op de 37e plaats van de Top 40 en stond drie weken in deze hitlijst. In de Single Top 100 kwam het tot de 55e plek in de zes weken dat het in de lijst te vinden was.